# オーラ・ラパス
オーラ・ラパス（Ola Rapace, 出生名: Pär Ola Norell, 1971年12月3日 - ）は、スウェーデンの俳優である。

## 来歴
ストックホルム近郊のティレソに生まれる。ヨーテボリ大学のシアターカレッジで演劇を学んだ。
スウェーデンではテレビシリーズ『Tusenbröder』や『Wallander』の出演者として知られる。スウェーデン以外では、国際映画祭で数々の賞を受賞したルーカス・ムーディソンの映画『エヴァとステファンとすてきな家族』（2000年）への出演で知られる。
英語作品では『Rancid』（2004年）に端役で出演した。他に、デンマークのテレビ番組『Anna Pihl』に出演した。2011年11月にはジェームズ・ボンド映画『007 スカイフォール』への出演が報じられた。

## 主な出演作品
- エヴァとステファンとすてきな家族 (2000年) クレジットはオーラ・ノレル名義
- 007 スカイフォール (2012年)
- ヴァレリアン 千の惑星の救世主 (2017年)

## 私生活
2001年から2011年まで女優のノオミ・ラパスと結婚していたことで知られる。結婚後の姓として妻の「ラパス」を選択した。
フランスでの居住経験があり、フランス語を流暢に話せる。2008年10月にコカイン所持で逮捕され、2009年4月に罰金を支払った。